# Curt Unger
Curt Richard Unger (* 3. Mai 1888 in Neustädtel; † 10. Juni 1955 in Schneeberg) war ein deutscher Redakteur, Lokalpolitiker und Heimatforscher aus dem Erzgebirge.
Er war der Sohn des Maschinenstickers Friedrich Richard Unger aus Neustädtel, wo er die Bürger- und die Fortbildungsschule besuchte. Vom Vorsitzenden des dortigen Erzgebirgszweigvereins, August Hommel, wurde bereits früh seine Heimatliebe geweckt. In die Lehre ging er bei der Redaktion des Erzgebirgischen Volksfreundes in Schneeberg. Nach dem Abschluss der Lehrausbildung arbeitete er einige Zeit in einer Redaktion in Heidelberg als Volontär. Als in Schneeberg die Stelle der Geschäftsstellenleitung des Erzgebirgischen Volksfreundes vakant wurde, kehrte er in die Heimat zurück und übernahm knapp 40 Jahre dieses Amt.
Neben zahlreichen Vereinen trat er 1909 dem Erzgebirgszweigverein bei und war in der Zeit des Nationalsozialismus zuletzt dessen Organisationsleiter unter dem kommissarischen Führer Max Günther. Er half 1922 bei der Organisation der ersten Ausstellung von Altertümern in Schneeberg. Zeitgleich war er Mitbegründer des dortigen Altertumsvereins. Bereits frühzeitig schloss er sich der NSDAP an, die er ab 1925 im Stadtrat vertrat. So ist es nicht verwunderlich, dass er beispielsweise 1935 speziell für den Erzgebirgsverein Artikel wie Die Erzgebirger huldigen dem Führer! schrieb.
Der Schneeberger Heimatforscher Werner Unger war sein Sohn.